# Беррі Ешбі
Беррі Ешбі (англ. Barry Ashbee, 28 липня 1939, Вестон — 12 травня 1977, Філадельфія) — канадський хокеїст, що грав на позиції захисника.
Володар Кубка Стенлі.

## Ігрова кар'єра
Хокейну кар'єру розпочав 1956 року.
Протягом професійної клубної ігрової кар'єри, що тривала 16 років, захищав кольори команд «Бостон Брюїнс» та «Філадельфія Флаєрс».
Загалом провів 301 матч у НХЛ, включаючи 17 ігор плей-оф Кубка Стенлі.

## Тренерська робота
1975 року розпочав тренерську роботу в НХЛ. Робота обмежилась з командою «Філадельфія Флаєрс», де він перебував на посаді асистента головного тренера.
У квітні 1977 в нього діагностовано лейкоз, через місяць він помер. Клуб «Філадельфія Флаєрс» у жовтні 1977 встановив щорічний приз найкращому захиснику клубу в пам'ять про Беррі Ешбі.

## Нагороди та досягнення
- Володар Кубка Стенлі в складі «Філадельфія Флаєрс» — 1974 (як гравець), 1975 (як асистент головного тренера).
- Друга команда всіх зірок НХЛ —1974.

## Статистика
| Сезон        | Клуб                  | Ліга         | Регулярний сезон | Регулярний сезон | Регулярний сезон | Регулярний сезон | Регулярний сезон | Плей-оф | Плей-оф | Плей-оф | Плей-оф | Плей-оф |
| Сезон        | Клуб                  | Ліга         | І                | Г                | П                | О                | ШХ               | І       | Г       | П       | О       | ШХ      |
| ------------ | --------------------- | ------------ | ---------------- | ---------------- | ---------------- | ---------------- | ---------------- | ------- | ------- | ------- | ------- | ------- |
| 1956–57      | «Беррі Флаєрс»        | ОХЛ          | 34               | 0                | 4                | 4                | 23               | 3       | 0       | 0       | 0       | 0       |
| 1957–58      | «Лейкшор Брюїнс»      | МетЮХЛ       | —                | —                | —                | —                | —                | —       | —       | —       | —       | —       |
| 1958–59      | «Беррі Флаєрс»        | ОХЛ          | 53               | 8                | 22               | 30               | 108              | 6       | 0       | 3       | 3       | 12      |
| 1959–60      | «Кінгстон Фронтенакс» | ЗПХЛ         | 62               | 2                | 11               | 13               | 72               | —       | —       | —       | —       | —       |
| 1960–61      | «Кінгстон Фронтенакс» | ЗПХЛ         | 64               | 4                | 11               | 15               | 75               | 5       | 0       | 0       | 0       | 14      |
| 1961–62      | «Кінгстон Фронтенакс» | ЗПХЛ         | 35               | 2                | 7                | 9                | 87               | —       | —       | —       | —       | —       |
| 1962–63      | «Герші Берс»          | АХЛ          | 72               | 0                | 17               | 17               | 94               | 15      | 0       | 2       | 2       | 34      |
| 1963–64      | «Герші Берс»          | АХЛ          | 72               | 3                | 6                | 9                | 142              | 6       | 0       | 0       | 0       | 12      |
| 1964–65      | «Герші Берс»          | АХЛ          | 66               | 3                | 13               | 16               | 114              | 14      | 0       | 0       | 0       | 22      |
| 1965–66      | «Бостон Брюїнс»       | НХЛ          | 14               | 0                | 3                | 3                | 14               | —       | —       | —       | —       | —       |
| 1965–66      | «Герші Берс»          | АХЛ          | 36               | 1                | 10               | 11               | 100              | 3       | 0       | 0       | 0       | 6       |
| 1966–67      | «Герші Берс»          | АХЛ          | —                | —                | —                | —                | —                | —       | —       | —       | —       | —       |
| 1967–68      | «Герші Берс»          | АХЛ          | 65               | 5                | 15               | 20               | 86               | 5       | 0       | 1       | 1       | 4       |
| 1968–69      | «Герші Берс»          | АХЛ          | 71               | 5                | 29               | 34               | 130              | 11      | 2       | 5       | 7       | 14      |
| 1969–70      | «Герші Берс»          | АХЛ          | 72               | 5                | 25               | 30               | 80               | 7       | 0       | 1       | 1       | 24      |
| 1970–71      | «Філадельфія Флаєрс»  | НХЛ          | 64               | 4                | 23               | 27               | 44               | —       | —       | —       | —       | —       |
| 1971–72      | «Філадельфія Флаєрс»  | НХЛ          | 73               | 6                | 14               | 20               | 75               | —       | —       | —       | —       | —       |
| 1972–73      | «Філадельфія Флаєрс»  | НХЛ          | 64               | 1                | 17               | 18               | 106              | 11      | 0       | 4       | 4       | 20      |
| 1973–74      | «Філадельфія Флаєрс»  | НХЛ          | 69               | 4                | 13               | 17               | 52               | 6       | 0       | 0       | 0       | 2       |
| Усього в АХЛ | Усього в АХЛ          | Усього в АХЛ | 454              | 22               | 115              | 137              | 746              | 61      | 2       | 9       | 11      | 116     |
| Усього в НХЛ | Усього в НХЛ          | Усього в НХЛ | 284              | 15               | 70               | 85               | 291              | 17      | 0       | 4       | 4       | 22      |